# Edith Siegenthaler
Edith Siegenthaler (* 1983 in Bern) ist eine Schweizer Politikerin der (SP) und Mitglied des Grossen Rates des Kantons Bern. 2025/26 ist sie Grossratspräsidentin.

## Leben
Edith Siegenthaler lebt in Bern. Sie ist ledig und arbeitet als Leiterin der Sozialpolitik und Geschäftsleiterin bei Travail.Suisse. Sie hat ein Doktorat in Geschichte, in dem sie sich mit den sozialwissenschaftlichen Untersuchungen des Völkerbunds zur Bekämpfung von Frauenhandel befasst hat. Zusätzlich hat sie ein Diploma Supplement in Gender Studies erworben.

## Politik
Siegenthaler ist eine Politikerin der Sozialdemokratischen Partei (SP) des Kantons Bern. Seit November 2021 ist sie Mitglied des Grossen Rates des Kantons Bern. Im Mai 2025 hat sie das Amt der Grossratspräsidentin von Dominique Bühler (Grüne) übernommen, zuvor war sie Vizepräsidentin. Die offizielle Wahl erfolge am 2. Juni 2025. Zuvor war sie seit 2016 Mitglied des Berner Stadtparlaments. Sie ist auch als Präsidentin des kantonalen Mieterinnen- und Mieterverbands bekannt.
In ihrer politischen Arbeit setzt sich Siegenthaler besonders für faire und bezahlbare Mieten ein. Sie hat mehrere Initiativen und Vorstösse eingebracht, um die Wohnsituation im Kanton Bern zu verbessern, darunter die Initiative für faire und bezahlbare Mieten dank transparenter Vormiete und den Vorstoss für Familienmietzinsbeiträge. Sie engagiert sich auch für die Unterstützung des gemeinnützigen Wohnungsbaus.